# William Ruckelshaus
 (novembre 2019).
Si vous disposez d'ouvrages ou d'articles de référence ou si vous connaissez des sites web de qualité traitant du thème abordé ici, merci de compléter l'article en donnant les références utiles à sa vérifiabilité et en les liant à la section « Notes et références ».
William Doyle Ruckelshaus, né le 24 juillet 1932 à Indianapolis et mort le 27 novembre 2019 à Seattle, est un avocat et haut fonctionnaire américain.

## Biographie
Il est d'origine allemande.
Premier administrateur de l'Agence de protection de l'environnement des États-Unis nommé en 1970, il fait notamment interdire le DDT. 
En avril 1973, il est brièvement directeur du FBI quand Patrick Gray démissionne, avant d'être nommé procureur général adjoint des États-Unis (United States Deputy Attorney General). Comme Elliot Richardson, à la tête du département de la Justice, il démissionne en octobre 1973, lorsque Richard Nixon demande au département de la Justice de démettre de ses fonctions Archibald Cox, procureur spécial indépendant chargé de l'enquête sur l'affaire du Watergate. L'ensemble de ces événements — les deux démissions, puis la mise à pied de Cox — furent appelées Saturday Night Massacre par la presse américaine. 
Il est à nouveau administrateur de l'Agence de protection de l'environnement, sous la présidence de Ronald Reagan, de 1983 à 1985.

## Vie familiale
Il est marié à la militante féministe Jill Ruckelshaus.

## Dans la culture populaire
Dans la mini-série Mrs. America (2020), son rôle est interprété par Josh Hamilton.